# Vapor Records
Vapor Records är ett kanadensiskt skivbolag som är oberoende av de större bolagen. Dess ägare och grundare är Neil Young.
Exempel på artister/band signerade till Vapor Records:
- Tracy Lyons
- Jonathan Richman
- Tegan and Sara
- Acetone
- Cake Like
- Catatonia